# Tudor Vladimirescu, Teleorman
Tudor Vladimirescu este un sat în comuna Salcia din județul Teleorman, Muntenia, România. Se află în partea de vest a județului, în Câmpia Găvanu-Burdea. La recensământul din 2002 avea o populație de 1.058 locuitori.
Satul a purtat inițial denumirea de Stănicuț, după numele unui cioban ce avusese aici o stână la momentul în care s-a format vatra satului. În anul 1905 autoritățile au atribuit satului numele căpitanului de panduri Tudor Vladimirescu.